# ميخائيل غراي
ميخائيل غراي (بالإنجليزية: Michael Gray)‏ هو ممثل أمريكي، ولد في 2 سبتمبر 1951 بشيكاغو في الولايات المتحدة.

## وصلات خارجية
- ميخائيل غراي على موقع IMDb (الإنجليزية)
- ميخائيل غراي على موقع قاعدة بيانات الفيلم (الإنجليزية)